# Clérey-la-Côte
Clérey-la-Côte är en kommun i departementet Vosges i regionen Grand Est (tidigare regionen Lorraine) i nordöstra Frankrike. Kommunen ligger i kantonen Coussey som tillhör arrondissementet Neufchâteau. År 2022 hade Clérey-la-Côte 27 invånare.

## Befolkningsutveckling
Antalet invånare i kommunen Clérey-la-Côte
| Referens: INSEE |